# Pila de níquel i cadmi
La Pila de Níquel i Cadmi abreviat Ni-Cd és un tipus de pila o bateria elèctrica recarregable en què l'electròlit és alcalí, l'ànode és un compost de níquel i el càtode és un compost de cadmi.
Hi ha dos tipus de bateries de Níquel i Cadmi: segellades i ventilades.
Medi ambientEl cadmi és molt tòxic i, per tant, desaconsellat per raó mediambiental. Per això, es recomana l'ús de bateries de níquel i hidrur metàl·lic en el seu lloc, que són menys nocives i menys pesants, i admeten un 30 % més de càrrega (ara bé, són més cares).

## Avantatges i desavantatges
Avantatges:
- Llarga vida
- Baix manteniment
- Poden descarregar-se profundament sense fer-se malbé
- Millor rendiment a temperatures baixes que les de plom-àcid
- Bona retenció de càrrega

Desavantatges:
- Alt cost per unitat de càrrega
- Alguns tipus mostren un efecte memòria de l'historial de descàrrega